# استانداری بوشهر
استانداری بوشهر یک نهاد مرتبط سازمان امور اداری کشور و نماینده دولت جمهوری اسلامی ایران در استان بوشهر است که در شهر بوشهر واقع شده است.

## پیشینه
این استانداری از سال ۱۳۵۲ یعنی زمان تشکیل این استان، به وجود آمده است.

## مدیریت
استان بوشهر هفدهمین استان ایران از لحاظ جمعیت است. ستان بوشهر یکی از جنوبی‌ترین استانهای کشور است که در جنوب غربی ایران واقع گردیده است.
استان بوشهر با ۵/۲۳۱۶۷ کیلومتر مربع وسعت حدود ۴/۱ درصد از مساحت کل کشور را به خود اختصاص داده و از این لحاظ هفدهمین استان کشور محسوب می‌گردد.
استاندار کنونی بوشهر از ۳۱ شهریور ۱۴۰۰ احمد محمدی‌زاده می‌باشد.

### فرمانداری‌ها[۴]
- فرمانداری بوشهر
- فرمانداری دشتستان
- فرمانداری گناوه
- فرمانداری تنگستان
- فرمانداری دشتی
- فرمانداری دیلم
- فرمانداری دیر
- فرمانداری کنگان
- فرمانداری عسلویه
- فرمانداری جم

## بودجه
درآمد عمومی استان بوشهر در سال ۱۳۹۹، ۵۱۳۷ میلیارد تومان و هزینه‌های استانی ۲۶۳۰ میلیارد تومان بوده است. همچنین استان بوشهر ۱٫۷ درصد بودجه کشور را به خود اختصاص داده است.